# Luci Arenni
Luci Arenni (en llatí Lucius Arennius) va ser un magistrat romà del segle iii aC.
Va ser elegit tribú de la plebs l'any 210 aC juntament amb Gai Arenni, un germà o parent seu. Dos anys després, el 208 aC, va ser nomenat prefecte dels aliats de Roma. Durant la batalla en la qual Marc Claudi Marcel va ser derrotat per Hanníbal, Luci Arenni va ser fet presoner.